# العلاقات الغرينادية الليسوتوية
العلاقات الغرينادية الليسوتوية هي العلاقات الثنائية التي تجمع بين غرينادا وليسوتو.

## مقارنة بين البلدين
هذه مقارنة عامة ومرجعية للدولتين:
| وجه المقارنة                                              | غرينادا                                | ليسوتو                      |
| --------------------------------------------------------- | -------------------------------------- | --------------------------- |
| المساحة (كم2)                                             | 348                                    | 32.96 ألف                   |
| عدد السكان (نسمة)                                         | 107.83 ألف                             | 2.23 مليون                  |
| الكثافة السكانية (ن./كم²)                                 | 30.99 ألف                              | 67.66                       |
| العاصمة                                                   | سانت جورجز                             | ماسيرو                      |
| اللغة الرسمية                                             | لغة إنجليزية، إنكليزية غرنادة المولدة ‏ | لغة إنجليزية، اللغة السوتية |
| العملة                                                    | دولار شرق الكاريبي                     | لوتي ليسوتو                 |
| الناتج المحلي الإجمالي (بليون دولار)                      | 1.12 مليار                             | 2.64 مليار                  |
| الناتج المحلي الإجمالي (تعادل القوة الشرائية) بليون دولار | 1.45 مليار                             | 6.30 مليار                  |
| الناتج المحلي الإجمالي الاسمي للفرد دولار أمريكي          | 9.21 ألف                               | 1.07 ألف                    |
| الناتج المحلي الإجمالي للفرد دولار أمريكي                 | 12.43 ألف                              | 2.64 ألف                    |
| مؤشر التنمية البشرية                                      | 0.750                                  | 0.497                       |
| رمز المكالمات الدولي                                      | +1473                                  | +266                        |
| رمز الإنترنت                                              | .gd                                    | .ls                         |
| المنطقة الزمنية                                           | 00                                     | ت ع م+02:00                 |

## منظمات دولية مشتركة
يشترك البلدان في عضوية مجموعة من المنظمات الدولية، منها:
| علم المنظمة | اسم المنظمة                                 | تاريخ انضمام غرينادا | تاريخ انضمام ليسوتو |
| ----------- | ------------------------------------------- | -------------------- | ------------------- |
|             | الاتحاد البريدي العالمي                     | ?                    | ?                   |
|             | يونسكو                                      | 17 فبراير 1975       | 29 سبتمبر 1967      |
|             | البنك الدولي للإنشاء والتعمير               | 27 أغسطس 1975        | 25 يوليو 1968       |
|             | منظمة التجارة العالمية                      | ?                    | ?                   |
|             | وكالة ضمان الاستثمار متعدد الأطراف          | 12 أبريل 1988        | 12 أبريل 1988       |
|             | دول الكومنولث                               | ?                    | 1966                |
|             | الاتحاد الدولي للاتصالات                    | 17 نوفمبر 1981       | 26 مايو 1967        |
|             | منظمة الشرطة الجنائية الدولية               | ?                    | ?                   |
|             | مؤسسة التمويل الدولية                       | 28 أغسطس 1975        | 29 سبتمبر 1972      |
|             | الأمم المتحدة                               | 17 سبتمبر 1974       | 17 أكتوبر 1966      |
|             | مجموعة دول أفريقيا والكاريبي والمحيط الهادئ | ?                    | ?                   |
|             | مؤسسة التنمية الدولية                       | 28 أغسطس 1975        | 19 سبتمبر 1968      |
|             | منظمة حظر الأسلحة الكيميائية                | ?                    | ?                   |
|             | المركز الدولي لتسوية المنازعات الاستشارية   | 23 يونيو 1991        | 7 أغسطس 1969        |

## وصلات خارجية
- موقع وزارة الخارجية الليسوتوية